# Guillaume Brune
Guillaume Marie Brune (Brive-la-Gaillarde, 13 de marzo de 1763-Aviñón, 2 de agosto de 1815), I conde de Brune, fue un militar francés que alcanzó el grado de Mariscal de Francia.

## Biografía
Hijo de un abogado, se mudó a París antes de la revolución y estudió derecho, convirtiéndose en periodista político. Tras el estallido de la Revolución francesa se unió al Club de los Cordeliers y fue amigo de Georges Danton.
Nombrado brigadier en 1793, se casa con Angélique Pierre, no tiene hijos naturales pero adopta dos muchachas; participa de la supresión de la insurrección realista del 13 vendimiario del año IV (5 de octubre de 1795). En 1796 sirve bajo las órdenes de Napoleón Bonaparte durante la Campaña de Italia y es promovido a general de división por su desempeño. Dirige el ejército que invade Suiza y proclama la República Helvética en 1798. Un año después ocupa Ámsterdam durante la invasión anglo-rusa de la República Bátava, obligando a los aliados a reembarcarse tras su victoria en la batalla de Castricum (6 de octubre de 1799). También se desempeña exitosamente en el tercer levantamiento en la Vendée y vuelve a Italia, donde triunfa en la batalla de Pozzolo (25 de diciembre de 1800).
En 1802 es enviado como embajador francés ante el sultán Selim III del Imperio otomano. Vuelve en 1804 para ser nombrado Maréchal d'Empire, «Mariscal del Imperio», por el recién coronado Emperador de los Franceses. En 1807 sirve en la Cuarta Coalición ocupando la Pomerania Sueca. El republicanismo acérrimo de Brune y su reunión con Gustavo IV Adolfo de Suecia provocaron las suspicacias de Napoleón, quien no volvió a llamarlo a su servicio hasta los Cien Días, cuando defiende el sur de Francia contra las fuerzas del Imperio austriaco. Fue asesinado por realistas durante el Terror Blanco posterior a la segunda caída de Napoleón.